# رايموند دتشر
رايموند دتشر (بالإنجليزية: Raymond Dutcher)‏ هو مبارز بالسيف أمريكي، ولد في 2 فبراير 1885 في إليزابيث في الولايات المتحدة، وتوفي في 10 أغسطس 1975 في ريدجوود في الولايات المتحدة.

## وصلات خارجية
- رايموند دتشر على موقع أوليمبيديا (الإنجليزية)